# Flore Hazoumé
Flore Hazoumé (geb. 1959 in Brazzaville) ist eine kongolesische Autorin, die in französischer Sprache publiziert und durch ihre Kurzgeschichten bekannt wurde.

## Biographie
Flore Hazoumé kam 1959 in Brazzaville zur Welt, wuchs aber in Frankreich auf. Ihr Vater stammte aus Benin, ihre Mutter war Kongolesin. Sie ist Enkelin des beninischen Schriftstellers Paul Hazoumé.
Von 1979 an absolvierte sie ein Anglistikstudium an der Universität Abidjan und lebt seither in der Elfenbeinküste.
In den 1990er Jahren arbeitete sie als Leiterin einer Kommunikationsagentur. Sie war Vizepräsidentin der Association Arts et Lettres und Sekretärin für Kommunikation bei der Association des Ecrivains de Côte d'Ivoire (AECI). Seit 2010er Jahren ist sie gemeinsam mit Josette Abondio Herausgeberin der Zeitschrift Scrib Spiritualité.
Nach ihren Angaben hat sie mehrere Jahre bei den Vereinten Nationen gearbeitet. 2017 war sie Chefredakteurin einer Frauenzeitschrift und unterrichtete Literatur an einem französischen Gymnasium in Abidjan.
1984 veröffentlichte sie mit „Dating Abidjan“ ihre erste Kurzgeschichte. 2012 veröffentlichte sie ihre Autobiographie „Je te le devais bien…“.
Im Roman „Le crépuscule de l’homme“ zeichnet Hazoumé ein Bild von Afrika nach der Unabhängigkeit, das geprägt ist von Korruption, Armut, sozialer Dekadenz und Stammeskriegen. Diese Kriege führen zum Verlust von Menschenleben und Eigentum, Gesetzlosigkeit, Hungersnöte, Epidemien und das Entstehen von Flüchtlingslagern. Besonders betroffen sind Frauen und Kinder. Hazoumé klagt die ehemaligen Kolonialherren an, die mit dem System des Teilens und Herrschens die Rivalität unter den Stämmen säten, aber auch die heutigen Kriegsherren, die Kindersoldaten in ihre Armeen zwingen und sexualisierte Gewalt als Kriegsmittel einsetzen.
Hazoumé zählt heute neben Fatou Bolli, Anne-Marie Adiaffi, Véronique Tadjo und Gina Dick zu den bekanntesten ivorischen Autorinnen.
Hazoumé besitzt die ivorische Staatsangehörigkeit. Sie bezeichnet sich selbst als Weltbürgerin. Sie ist verheiratet und Mutter von zwei Kindern.

## Veröffentlichungen

### Kurzgeschichten
- „Rencontres“, Les Nouvelles Éditions Africaines, Abidjan, 1984
- „Cauchemars“,  EDILIS, Abidjan, 1994, ISBN 2-909238-10-5

### Romane
- „La Vengeance de l'Albinos“ EDILIS, Abidjan, 1996, ISBN 2-909238-48-2
- „Une vie de bonne“ Éditions CEDA/Hurtubise HMH, Abidjan/Montréal 1999, ISBN 2 86394 328 6|2 89428 383 0
- „Le crépuscule de l'Homme“ CEDA, Abidjan, 2002, ISBN 2-86394-428-2
- „Et si nous écoutons nos enfants“ CEDA, Abidjan, 2002, ISBN 2-86394-432-0
- „Au coin de la rue, la vie m'attendait“ Zoum éditions, 2006
- „Je te le devais bien...“ Récit autobiographique, Les Classiques Ivoiriens, Abidjan, 2012, ISBN 979-10-90625-02-0
- „Juste une question de cœur – La réconciliation par les mots“ L’Oiseau Indigo / Bookwitty, Les Classiques Ivoiriens, Abidjan, 2015, ISBN 978-2-37223-016-2

## Kinderliteratur
- „Et si nous écoutions nos enfants“ Centre d’édition et de diffusion africaines (CEDA), 2002, ISBN 2-86394-432-0